# 十文字アキラ
十文字 アキラ（じゅうもんじ アキラ、2002年7月13日 - ）は、日本のプロレスラー。北海道出身。

## 略歴
2021年9月3日、後楽園ホールでの夕張源太戦でプロデビュー。2022年1月10日のタカタイチマニアに参戦し、メジャー系マットを初経験した。
2023年3月1日開催の『ジュニア夢の祭典 〜ALL STAR Jr. FESTIVAL 2023〜』では第0試合スペシャルプレゼントマッチに出場。